# Streli Mamba
Streli Mamba, eigentlich Strely Mamba, (* 17. Juni 1994 in Göppingen) ist ein deutsch-kongolesischer Fußballspieler, der im Sturm eingesetzt wird. Er war ab Januar 2024 Vertragsspieler des türkischen Zweitligisten Tuzlaspor.

## Karriere
Mamba spielte in seiner Jugend zunächst bei kleinen Ortsvereinen. Währenddessen sammelte er auch Erfahrungen bei den Jugendabteilungen vom VfB Stuttgart, Karlsruher SC und 1. FC Kaiserslautern. 2012 wechselte er zum FC 08 Homburg, für den er in der Regionalliga Südwest dreimal eingesetzt wurde. Anschließend wurde Mamba 2013 vom 1. Göppinger SV und 2014 zur Winterpause vom TSV Grunbach verpflichtet. Für den TSV Grunbach absolvierte er zwölf Partien in der Oberliga und schoss drei Tore. In der Sommerpause wechselte Mamba zum Ligakonkurrenten SGV Freiberg. Dort konnte er mit neun Toren und sieben Vorlagen in 27 absolvierten Ligaspielen auf sich aufmerksam machen, weswegen er 2015 vom SV Sandhausen verpflichtet wurde, dessen zweite Mannschaft ebenfalls in der Oberliga Baden-Württemberg spielte. Auch dort zeigte Mamba mit fünf Vorlagen und zehn Toren in 34 Partien eine gute Leistung.
2016 schloss er sich dem Drittliga-Absteiger Energie Cottbus an. In der Regionalliga-Saison 2016/17 erzielte er in 32 Spielen acht Tore. Außerdem gewann er mit Energie Cottbus den Landespokal; im Finale gegen den FSV Luckenwalde schoss er ein Tor selbst und bereitete eins vor. In der folgenden Spielzeit 2017/18 hatte er mit 20 Toren und acht Vorlagen in 26 absolvierten Spielen Anteil am 1. Platz. In den zwei Aufstiegsspielen zur 3. Liga gegen Weiche Flensburg schoss er ein Tor. Mit Energie Cottbus gewann er erneut den Landespokal.
Nach dem Aufstieg debütierte Mamba am 29. Juli 2018 in der 3. Liga, als er am 1. Spieltag beim 3:0-Sieg gegen Hansa Rostock in der Startelf stand und zwei Tore vorbereitete. Seine ersten beiden Tore gelangen ihm beim 2:0-Sieg am 2. Spieltag gegen den SV Wehen Wiesbaden. Am Saisonende konnte er mit Energie die Klasse nicht halten und war mit 11 Toren treffsicherster Spieler der Mannschaft.
Der in die Bundesliga aufgestiegene SC Paderborn 07 war auf seine Leistungen aufmerksam geworden und verpflichtete ihn zur Saison 2019/20, der Stürmer erhielt einen Dreijahresvertrag. Dort stand er gleich am 1. Spieltag in der Startelf und erzielte bei der 2:3-Niederlage gegen Bayer Leverkusen seinen ersten Bundesligatreffer. Es folgten vier weitere Tore, darunter zwei gegen den amtierenden Vizemeister Borussia Dortmund, von dem man sich mit 3:3 trennte. Mamba bekam häufig den Vorzug vor den Kollegen Dennis Srbeny und Sven Michel, die aber ebenso viele Ligatreffer erzielten wie er. Nach dem Wiederabstieg mit Paderborn als Tabellenletzter einigte sich der Verein mit dem in der Bundesliga verbliebenen 1. FC Köln auf einen Transfer des Spielers. Dieser bestand jedoch aufgrund von Muskelproblemen den Medizincheck nicht, woraufhin kein Wechsel zustande kam.
Im Januar 2021 wechselte Mamba nach Kasachstan zu Kairat Almaty. Diese zahlten einen Betrag in Höhe von 700.000 Euro Ablöse, welcher durch Bonuszahlungen auf rund eine Million Euro hätte steigen können. In der kasachischen Premjer-Liga debütierte er am 13. März 2021 im Spiel am 1. Spieltag der Saison 2021 gegen Schetissu Taldyqorghan. Trainer Aljaksej Schpileuski stellte ihn in diesem in die Startelf des amtierenden Kasachischen Meisters. Sein erster und einziger Treffer gelang ihm am 29. April 2021 in der Partie gegen Ordabassy Schymkent zum zwischenzeitlichen 2:0. Nachdem Trainer Aljaksej Schpileuski durch Vladimir Zelenovskiy ersetzt wurde, erhielt Mamba nur noch zwei Kurzeinsätze und stand letztlich gar nicht mehr im Kader. Dieser Trainerwechsel und der Wunsch bei seiner Familie sein zu können, die aufgrund der COVID-19-Pandemie nicht nach Kasachstan einreisen durfte, waren ausschlaggebend für eine Rückkehr nach Deutschland. Insgesamt brachte es Mamba auf 11 Einsätze und einem Tor in der höchsten kasachischen Spielklasse.
Am 14. Juni 2021 gab der deutsche Zweitligist Hansa Rostock die Verpflichtung von Streli Mamba bekannt. Der 26-Jährige wurde für ein Jahr plus Kaufoption vom kasachischen Erstligisten Kairat Almaty ausgeliehen. Unter Hansa-Trainer Jens Härtel gab er am 24. Juli 2021, dem 1. Spieltag der Saison 2021/22, im heimischen Ostseestadion gegen den Karlsruher SC sein Startelfdebüt und musste zu Saisonbeginn eine 1:3-Niederlage hinnehmen. Sein erster, und letztlich einziger, Zweitliga-Treffer gelang ihm am 4. Spieltag im Spiel gegen Dynamo Dresden zum zwischenzeitlichen 1:1. Für Hansa bestritt er insgesamt 15 Zweitliga-Partien, die er allesamt in der Hinrunde absolvierte. Mamba bestritt zudem drei Spiele im DFB-Pokal 2021/22 und erreichte mit der Mannschaft, nachdem man zuvor die Ligakonkurrenten 1. FC Heidenheim und Jahn Regensburg besiegte, das Achtelfinale, schied dort jedoch gegen den späteren Pokalsieger RasenBallsport Leipzig mit 0:2 aus. Im weiteren Verlauf der Rückrunde kam er nur noch zu einem Einsatz in der zweiten Mannschaft der Rostocker. Nach Ablauf der Saison, in der sich die Nordostdeutschen bereits am 32. Spieltag den Klassenerhalt sichern konnten, wurde die Leihe beendet und die Kaufoption nicht in Anspruch genommen.
Anschließend wechselte Mamba im August 2022 zu Dalian Professional in die Chinese Super League. Dort wurde er in 42 Ligaspielen und zwei Pokalspielen eingewechselt und schloss mit Dalian 2022 auf Platz 11 und 2023 auf Platz 15 der Tabelle ab, woraufhin der Klub in die League One abstieg. Anschließend wechselte Mamba im Januar 2024 zum türkischen Zweitligisten Tuzlaspor. Im September 2024 schloss er sich Erzurumspor FK an.

## Erfolge
Energie Cottbus
- Brandenburgischer Landespokalsieger: 2017, 2018, 2019
- Meister Fußball-Regionalliga Nordost: 2018
- Aufstieg in die 3. Liga: 2018

## Sonstiges
Sein eigentlicher Name ist laut eigenen Angaben Strely, wie er in 11Freunde berichtete: „Eigentlich heiße ich ‚Strely‘, aber da sich das ‚y‘ wie ein ‚i‘ spricht, wurde ich irgendwann einfach immer Streli geschrieben. So haben es die Behörden in meinen ersten Ausweis gedruckt, so steht es dementsprechend auch in meinem Spielerpass. Jetzt ist es wohl zu spät, daran noch zu rütteln. Obwohl mir die Schreibweise meiner Eltern eigentlich lieber ist.“